# Elitserien i volleyboll för damer 2017/2018

Elitserien i volleyboll för damer 2017/2018  vanns av Engelholms VS. 

## Tabeller
RIG Falköping (som representerar riksidrottsgymnasiet i Falköping), spelade enbart hemmamatcher. Övriga lag delades upp i två grupper med Hylte/Halmstad VBK, Engelholms VS, Gislaveds VBK, Svedala Volley och Lunds VK i en sydlig grupp och Örebro Volley, Lindesbergs VBK, Linköpings VC, Sollentuna VK och Degerfors Volley Orion i en nordlig grupp. Lagen spelade två hemma- och två bortamatcher mot lagen i samma grupp och en hemma- och en bortamatch mot lagen i den andra gruppen
| Pos | Lag                    | M  | V  | F  | P  | SV | SF | SK    | BV   | BF   | BK    | Kvalificering |
| --- | ---------------------- | -- | -- | -- | -- | -- | -- | ----- | ---- | ---- | ----- | ------------- |
| 1   | Hylte/Halmstad VBK     | 27 | 24 | 3  | 74 | 78 | 13 | 6,000 | 2208 | 1599 | 1,381 | Slutspel      |
| 2   | Engelholms VS          | 27 | 25 | 2  | 73 | 77 | 15 | 5,133 | 2219 | 1655 | 1,341 | Slutspel      |
| 3   | Örebro Volley          | 27 | 24 | 3  | 71 | 75 | 19 | 3,947 | 2229 | 1803 | 1,236 | Slutspel      |
| 4   | Lindesbergs VBK        | 27 | 18 | 9  | 51 | 58 | 39 | 1,487 | 2179 | 1946 | 1,120 | Slutspel      |
| 5   | Linköpings VC          | 27 | 12 | 15 | 37 | 46 | 48 | 0,958 | 2020 | 2048 | 0,986 | Slutspel      |
| 6   | Gislaveds VBK          | 27 | 12 | 15 | 36 | 43 | 50 | 0,860 | 2002 | 2009 | 0,997 | Slutspel      |
| 7   | Svedala Volley         | 27 | 12 | 15 | 36 | 41 | 52 | 0,788 | 1937 | 2057 | 0,942 | Slutspel      |
| 8   | Sollentuna VK          | 27 | 5  | 22 | 18 | 23 | 70 | 0,329 | 1830 | 2168 | 0,844 | Slutspel      |
| 9   | RIG Falköping          | 10 | 4  | 6  | 12 | 15 | 22 | 0,682 | 781  | 840  | 0,930 |               |
| 10  | Lunds VK               | 27 | 2  | 25 | 7  | 15 | 78 | 0,192 | 1583 | 2239 | 0,707 |               |
| 11  | Degerfors Volley Orion | 27 | 2  | 25 | 5  | 13 | 78 | 0,167 | 1593 | 2217 | 0,719 |               |

## Slutspel
|  | Kvartsfinaler      | Kvartsfinaler    |                         |   | Semifinaler         | Semifinaler         |  |  | Final | Final |
|  |                    |                  |                         |   |                     |                     |  |  |       |       |
|  | 18, 20 och 25 mars |                  |                         |   |                     |                     |  |  |       |       |
|  |                    |                  |                         |   |                     |                     |  |  |       |       |
|  | Hylte/Halmstad VBK | 3                |                         |   |                     |                     |  |  |       |       |
|  | Hylte/Halmstad VBK | 3                | 1, 4, 8 och 10 april    |   |                     |                     |  |  |       |       |
|  | Linköpings VC      | 0                |                         |   |                     |                     |  |  |       |       |
|  | Linköpings VC      | 0                | Hylte/Halmstad VBK      | 3 |                     |                     |  |  |       |       |
|  | 17, 22 och 25 mars |                  | Hylte/Halmstad VBK      | 3 |                     |                     |  |  |       |       |
|  |                    | Lindesbergs VBK  | 1                       |   |                     |                     |  |  |       |       |
|  | Lindesbergs VBK    | Lindesbergs VBK  | 1                       | 3 |                     |                     |  |  |       |       |
|  | Lindesbergs VBK    |                  | 14, 18, 21 och 25 april | 3 |                     |                     |  |  |       |       |
|  | Sollentuna VK      | 0                |                         |   |                     |                     |  |  |       |       |
|  | Sollentuna VK      | 0                | Hylte/Halmstad VBK      | 1 |                     |                     |  |  |       |       |
|  | 17, 21 och 24 mars |                  | Hylte/Halmstad VBK      | 1 |                     |                     |  |  |       |       |
|  |                    | Engelholms VS    | 3                       |   |                     |                     |  |  |       |       |
|  | Örebro Volley      | Engelholms VS    | 3                       | 3 |                     |                     |  |  |       |       |
|  | Örebro Volley      | 2, 4 och 8 april |                         | 3 |                     |                     |  |  |       |       |
|  | Gislaveds VBK      | 0                |                         |   |                     |                     |  |  |       |       |
|  | Gislaveds VBK      | 0                | Örebro Volley           | 0 |                     |                     |  |  |       |       |
|  | 17, 20 och 25 mars |                  | Örebro Volley           | 0 |                     |                     |  |  |       |       |
|  |                    | Engelholms VS    | 3                       |   | Match om tredjepris | Match om tredjepris |  |  |       |       |
|  | Engelholms VS      | Engelholms VS    | 3                       | 3 | Match om tredjepris | Match om tredjepris |  |  |       |       |
|  | Engelholms VS      |                  | 19 och 21 april         | 3 |                     |                     |  |  |       |       |
|  | Svedala Volley     | 0                |                         |   |                     |                     |  |  |       |       |
|  | Svedala Volley     | 0                | Örebro Volley           | 2 |                     |                     |  |  |       |       |
|  |                    |                  |                         |   |                     |                     |  |  |       |       |
|  | Lindesbergs VBK    | 0                |                         |   |                     |                     |  |  |       |       |
|  | Lindesbergs VBK    | 0                |                         |   |                     |                     |  |  |       |       |

- Slutspelet spelas i bäst av 5 matcher, förutom  match om tredjepris

## Fotnoter
1. 1 2 3  ”SM-slutspel Dam 2017/18”. Svenska Volleybollförbundet. https://svbf-web.dataproject.com/CompetitionMatches.aspx?ID=99&PID=141. Läst 5 maj 2022.